# Enigmosaurus
Enigmosaurus — рід теризинозавроїдів, що жив у Азії під час пізнього крейдяного періоду. Це була наземна двонога травоїдна тварина середнього розміру, яка представляє третій таксон теризинозавра з формації Баян-Шіре, хоча вона відома з нижньої частини. Рід є монотипним, включає лише типовий вид E. mongoliensis, відомий за добре збереженим тазом та іншими пробними залишками тіла.

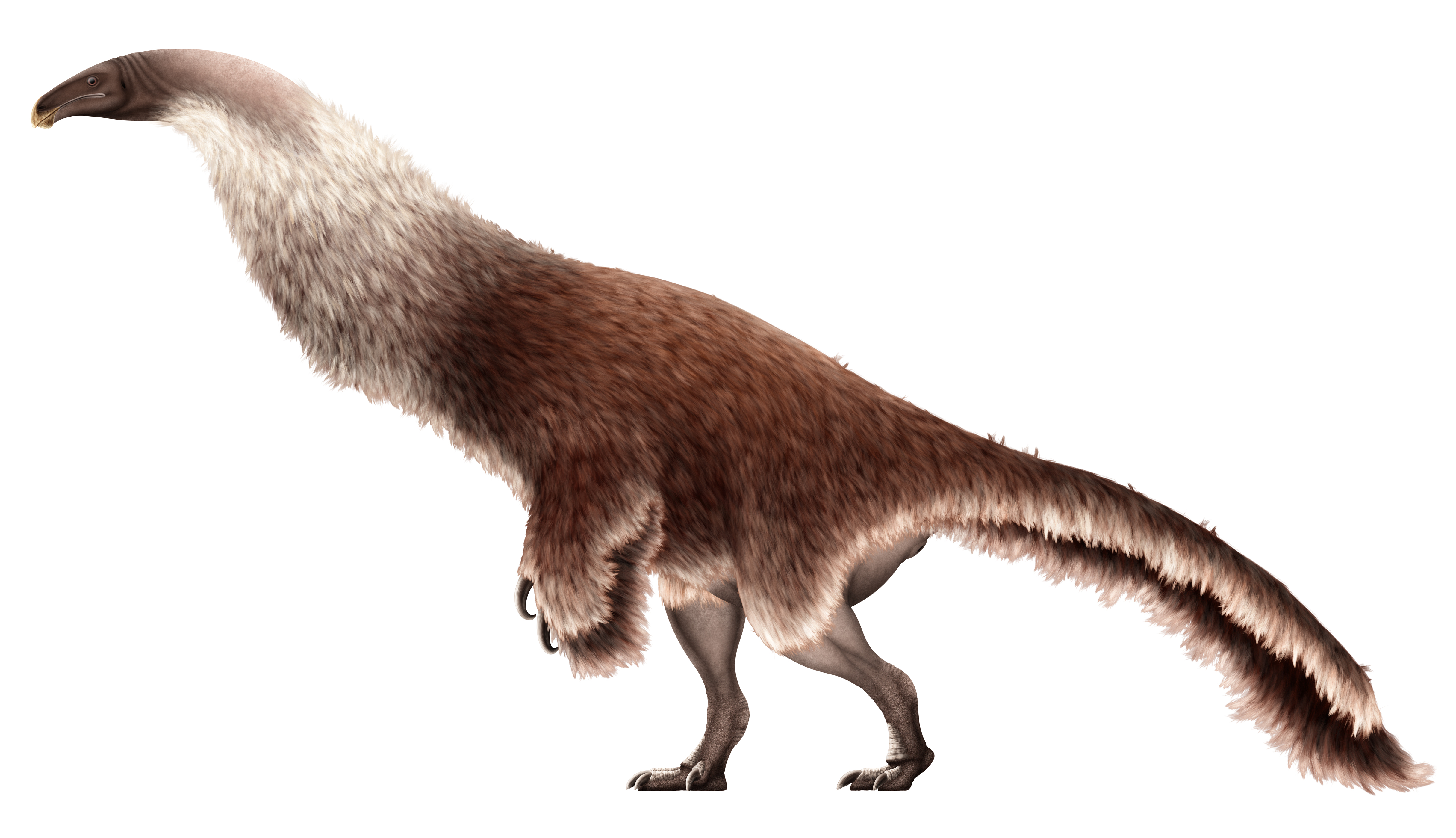
Художня реставрація

Енігмозавр був теризинозавром із відносно великим тілом, орієнтовна довжина якого становила 5 м і вага від 454 до 907 кг.